# 151.ª Brigada Mixta (Ejército Popular de la República)
La 151.ª Brigada Mixta fue una unidad del Ejército Popular de la República creada durante la Guerra Civil Española, siendo una de las pocas brigadas mixtas que se constituyeron a partir de fuerzas de Infantería de Marina.

## Historial
La unidad fue creada a finales de junio de 1937 a partir de varios batallones de infantería de Marina que estaban presentes en el Frente de Madrid. Su primer comandante fue el teniente coronel de Infantería de Marina Basilio Fuentes Serna, y el comisario político fue Juan Antonio Turiel Furones, del PSOE.
La 151.ª BM tuvo su bautismo de fuego en la Batalla de Brunete, con la misión de avanzar desde el Monte del Pardo para así envolver los vértices Romanillos y Mosquito desde el flanco derecho de la ofensiva republicana. El 12 de julio quedó asignada a la 47.ª División de Gustavo Durán, que formaba parte de la reserva estratégica. El día 21 la brigada atacó las cotas 660 y 664, logrando conquistarlas durante un corto período antes de volver a perder el control de las mismas. Al día siguiente la 151.ª BM se encontraba en la cabeza de puente republicana del río Guadarrama, y durante los combates que se produjeron resultó herido el comandante de la brigada, Fuentes, que sería reemplazado por el comandante de Infantería de Marina Pedro Muñoz Caro. El 25 de julio, cuando se encontraba situada frente a Brunete, recibió la orden de partir hacia el Frente de Teruel.
Entre el 4 y el 21 de agosto tomó parte en varias operaciones en el sector de Teruel, y posteriormente, durante la Ofensiva de Zaragoza, permaneció en reserva en la zona de Híjar-Albalate del Arzobispo, ahora al mando del comandante de Infantería de Marina José García Gamboa. En febrero de 1938 tomó parte en la Batalla del Alfambra, en una actuación que posteriormente sería muy criticada. El 5 de febrero, en plena batalla, el 4.º Batallón de la brigada hubo de retirarse desde sus posiciones defensivas en Sierra Palomera, forzado en parte por la retirada del 234.º Batallón de la 59.ª Brigada Mixta. Esta retirada provocó el cerco de casi toda la brigada. Los restos de la 151.ª BM se retiraron a Monteagudo, donde la unidad fue reestructurada. A comienzos de abril tres de sus batallones participaron en la defensa de Lérida, y al término de la misma la brigada quedó adscrita a la Defensa de Costas.
Durante la Batalla del Ebro una parte de la brigada permaneció estacionada cerca de la desembocadura del río, con la misión de cubrir la zona de concentración de tropas que iba desde Amposta hasta la desembocadura del Ebro, mientras que el resto de la brigada estuvo destinada en el sector de la cabeza de Serós. Uno de sus batallones cruzó el río e intervino directamente en la batalla del Ebro.
Durante la campaña de Cataluña la 151.ª BM quedó adscrita al XV Cuerpo de Ejército, con la misión de defender La Granadella, aunque la unidad se retiró sin combatir. En plena retirada republicana la brigada fue enviada a Barcelona para tratar de reorganizarla, sin éxito, tras lo cual se autodisolvió.

## Mandos
Comandantes
- Teniente coronel de Infantería de Marina Basilio Fuentes Serna;
- Comandante de Infantería de Marina Pedro Muñoz Caro;
- Comandante de Infantería de Marina José García Gamboa;